# Tompa Mihály

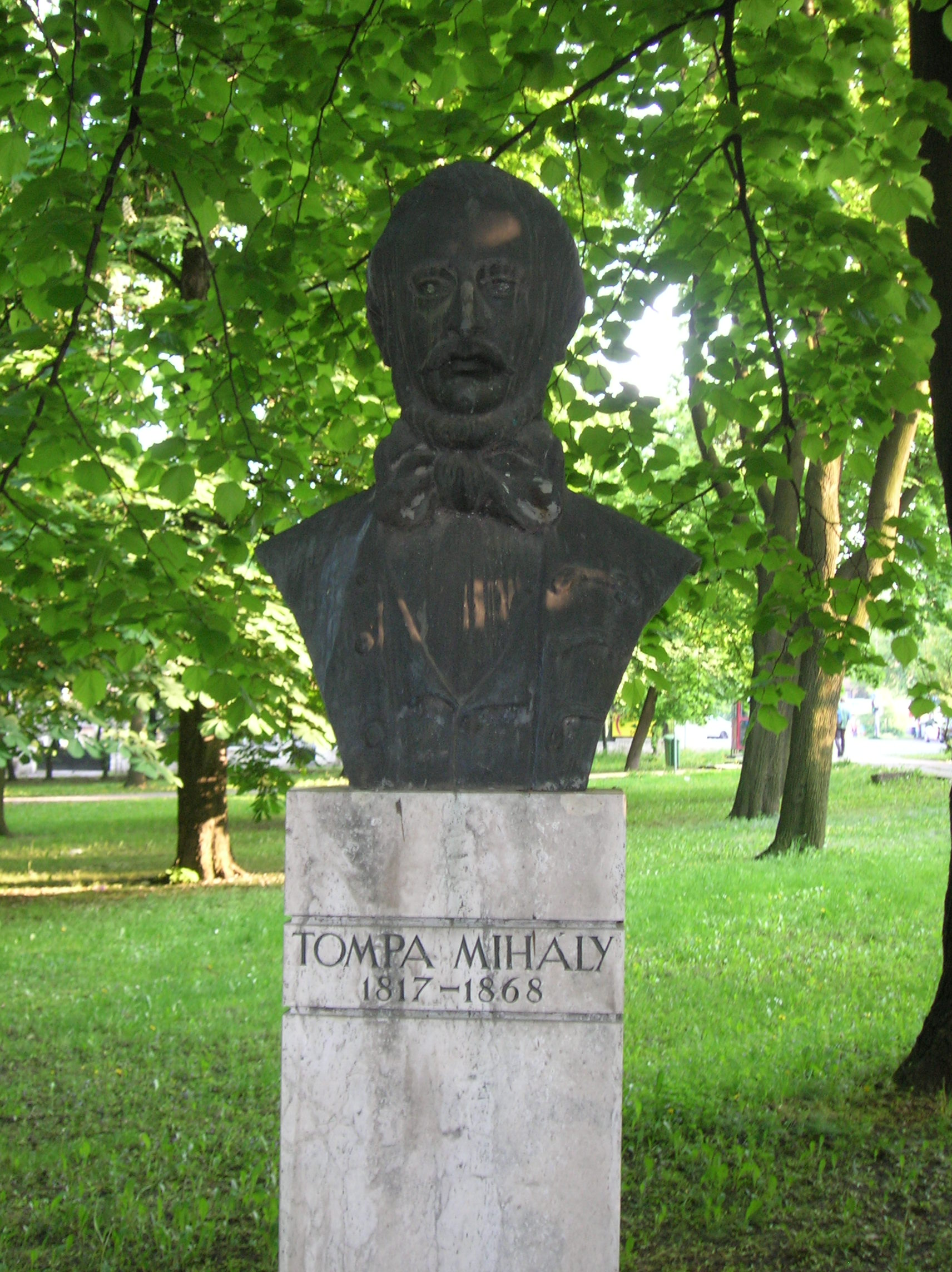
Szobra Miskolcon

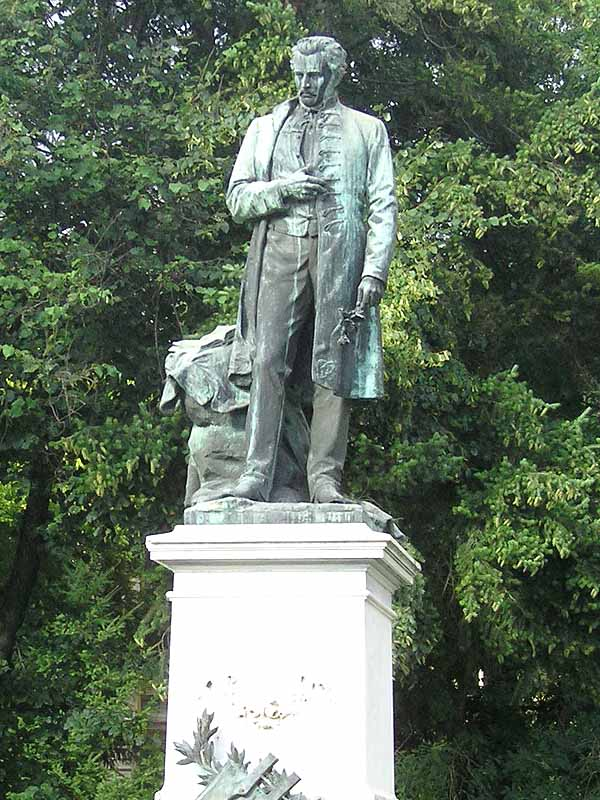
Rimaszombati szobra. Holló Barnabás alkotása (1902)

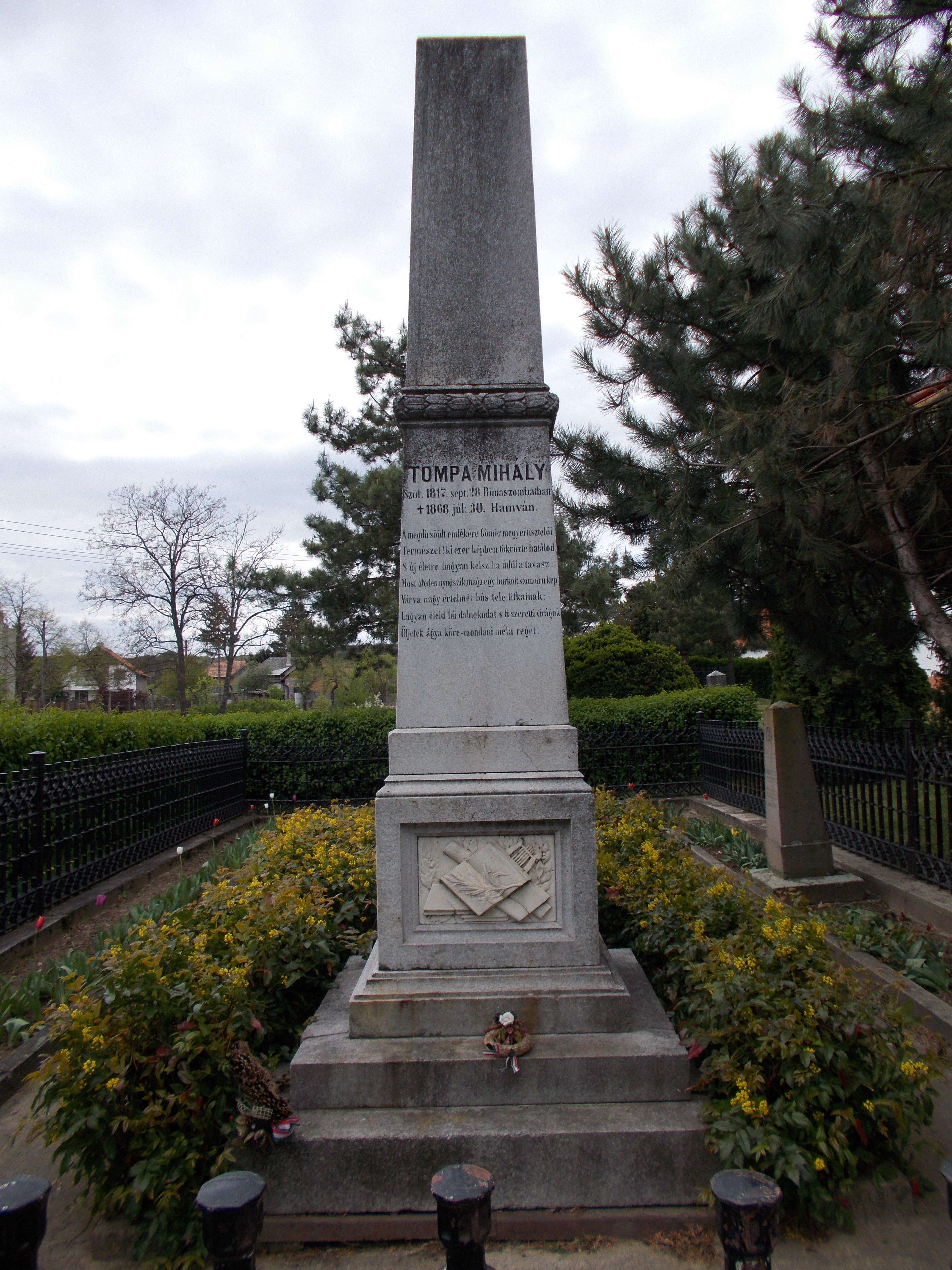
Tompa Mihály sírja Hanván

Tompa Mihály (Rimaszombat, 1817. szeptember 28. – Hanva, 1868. július 30.) magyar költő, a népi-nemzeti irodalmi irányzat egyik képviselője volt, református lelkész, a Magyar Tudományos Akadémia levelező tagja (1858).

## Élete

### Családja, felmenői
Első ismert őse János és fia, Mihály, azután István, akik I. Lipót királytól a velük valószínűleg rokonságban levő Tóth György révén 1665-ben nyertek nemességet; oklevelüket Borsod vármegyében, Ónodon, 1668-ban hirdették ki. A Tompa nemzetség csakhamar két ágra szakadt, borsodi és hevesi ágra. Előbbiből vármegyei tisztviselők is lettek, míg utóbbi szegénysorsú maradt. A nemesi oklevélben említett Mihálynak egyik unokája, István, Tiszatarjánból Igricibe költözött és kilenc gyermeke közül a negyedik, György, volt költőnk nagyapja. 1769. szeptember 3-án született; húsz éves korában vette feleségül Tóth István igricibeli lakos leányát, Katalint. Tompa György hetven, neje hetvennégy éves korában halt meg. Tompa György szerény vagyonkát örökölt, egy kis alacsony házat a néhány hold földet. A „gyalogok” lenézett osztályához tartozott, mivel lova s kocsija nem lévén, nemesként csupán gyalogos katonai szolgálatot tudott teljesíteni. Hat gyermeke közül a második és az első fiú, Mihály, 1794. szeptember 27-én született. Míg öccsei, István, János és András, otthon az ősi telken földműveléssel foglalkoztak, Mihály a csizmadia mesterségre kényszerült, és megvált az apai háztól. Vándorlása közben Rimaszombatba került, ahol meg is telepedett. 1817. július 19-én megnősült, feleségül vette Bárdos János és Jakab Erzsébet leányát, Zsuzsannát. Az új pár nagyon szegény sorban élt: kicsiny, egyablakos, mestergerendás udvari szobában lakott, s itt született a költő 1817. szeptember 28-án, akit két nappal később kereszteltek meg. Testvére, József 1822-ben született. Cselédként dolgozó édesanyja röviddel öccse születése után tüdővészben elhunyt, apja pedig nem törődött tovább vele.

### Fiatalkora
Ezután apai nagyapjához került, Igricire. Itt töltötte gyermekéveit, ezen a változatos tájon és színmagyar nép között oltódott lelkébe a természet szépségei iránt való rendkívüli fogékonyság és a magyar néplélek szeretete és ismerete. Itt járta az elemi iskolát, s tanítója, Bihari György felismerte benne a tehetséget, és a község földesurai, a Szentimrey család pártfogásába ajánlotta. Az ő segítségükkel Tompa 1832 őszén a sárospataki református kollégiumba kerülhetett, ahol mint szolgadiák tanult. Tanulóideje nagy nélkülözések közt folyt, de mindig jeles eredménnyel. Egy ízben, részint anyagi szükségből, részint egyik tanítójának méltatlan bánásmódja miatt, elhagyta Sárospatakot és elment a református kollégiumokban akkor dívott szokás szerint falusi preceptorságra. 1837–38-ban segédtanító volt Sárbogárdon, de visszavágyott és 1839 márciusában vissza is ment a kollégiumba, ahol 1844-ig rendre elvégezte a bölcsészeti tanfolyam után a szintén két-kétéves jogi és teológiai tanfolyamot is, hogy akár világi, akár egyházi pályára mehessen. A pataki diákélet egyaránt táplálta kedélyét is, szellemét is.
A költői tehetséggel és képzelettel megáldott Tompa múzsája csakhamar megszólalt, lírai költeményeket, románcokat írt, eleinte még az Athenaeum költőinek modorában, majd regéket is, némileg már a maga hangján. Első költeménye a Mohos váromladékon című románc 1841-ben jelent meg az Athenaeumban, egy évvel Petőfi Sándor fellépte előtt, s ezután szívesen látták a lapban az ő formailag gondos, tartalmilag nemes költeményeit. Nevét már ezek a művek kezdték ismertté tenni, pedig tehetségének sokkal sajátosabb alkotásai voltak népregéi, amelyeket ugyan később adott ki, de még a kollégiumi évei során megírt. A közönség szívesen fogadta mind az új tárgykört, mind az új sajátságokkal fellépő költőt. E gyűjtemény Népregék, népmondák címen 1846-ban jelent meg. A költő különben még mint kollégiumi hallgató bocsátotta ki az előfizetési felhívást.
Egész pályájára kihatott az az ismeretség, amelyet ekkortájt kötött Szemere Miklóssal és Kazinczy Gáborral. 1845-ben befejezvén kollégiumi tanulmányait, egyelőre nevelői állást vállalt, amire Eperjesre meghívták. Ott tartózkodása alatt lépett baráti viszonyba Kerényi Frigyessel, a fiatal lírikussal és ugyanitt ismerkedett meg a pár év alatt országos hírűvé emelkedett Petőfivel személyesen, akit már 1847-ben költői levéllel keresett föl, a bártfai fürdőről. E találkozás emlékét őrzi hármuk költői versenye az erdei lakról. Nevelői állását még abban az évben elhagyta, hogy Pestre menve, népregéi kinyomtatására felügyeljen, írókkal ismeretséget kössön és ügyvédi vizsgájára készüljön. Járt az egyetem jogi előadásaira, de még többet íróbarátai közé. Vérhányás miatt egy ideig súlyos betegen feküdt a pesti Szent Rókus Kórházban, 1846. február 25. és március 11. között, és későbbi hipochondriája már ekkor kerülgetni kezdte a különben erős testű és jó kedélyű fiatal férfit. A kórházban írta több szép verse közt a Télen-nyáron kezdetű ismert népdalát. Verseit a szerkesztők szívesen látták, s ő egyik tagja lett a Tízek társaságának. Petőfi hatására fokozott érdeklődéssel fordult a népköltészet felé.
1847 késő tavaszáig maradt a fővárosban. Még 1846-ban megírta és az év végén beküldte Szuhay Mátyás című költői elbeszélését a Kisfaludy Társaság emlékezetes pályázatára, amelyen 1847 elején a pályadíjat Arany János Toldija nyerte el. Műve ekkor dicséretben és külön jutalomban részesült, és az év folyamán a Kisfaludy Társaság pályaművei közt megjelent. Aranynak eme diadalával egyszerre kiegészült az ifjú nagy költők triumvirátusa (Petőfi, Tompa, Arany). Tompát a Kisfaludy Társaság az év elején tagjává választotta, aki székét még ugyanebben az évben elfoglalta A vámosújfalusi jegyző című költői elbeszélésével. Ugyanezen évben adta ki vegyes költeményeinek első, már válogatott gyűjteményét, Tompa Mihály versei címmel (Pest, 1847).

### A szabadságharc idején
Pályájának ebben az évben véget is ért bohém korszaka. 1847 tavaszán Beje Gömör vármegyei község református gyülekezete meghívta lelkipásztorául, ő elfogadta a meghívást és ezzel megtalálta azt a pályát, amelyen holtáig megmaradt. Hívei, valamint a község és vidék előkelő családjai megbecsülték a derék lelkészt és neves költőt, aki szerette hivatását és boldog lett volna vele, ha pszichoszomatikus testi szenvedései, az ország válsága és szerencsétlensége bánatba nem döntötték volna.
1848-ban betegeskedése és szembaja miatt, orvosi tanácsra Gräfenbergbe ment üdülni. Mire hazatért, már kitört a szabadságharc, s ő a gömöri önkéntesekkel szintén a háborúba sietett és ott működött mint tábori lelkész, s jelen volt a schwechati ütközetben. A lázas időket nem kísérte lantja zenéjével; e napoknak Petőfi volt a költője, az ő hazafias költészetének csak azután érkezett el ideje. Az 1848. márciusi forradalom után indult Nép Barátja (Vas Gereben és Arany János lapja) munkatársa volt. Ebben az évben Petőfivel való barátsága megszakadt. 1847-ben Arany és Tompa levelezni kezdenek egymással, azonban 1852-ig nem találkoztak személyesen.

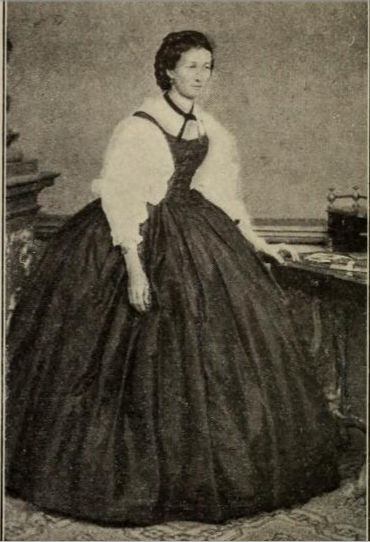
Soldos Emília

1849 elején a jövedelmezőbb keleméri lelkészségre hívták meg, ahol elfogadván állását, május 1-jén nőül vette Soldos Emíliát, egy nemesi ház leányát, akivel holtáig a legpéldásabb szeretetben élt.

### Az 1850-es évek
A szabadságharc még abban az évben elbukott, s az országos gyász lelke mélyéig megrendítette a melankóliára hajlamos költőt, aki jobban tudott hangot adni a bánatnak, a sajgó fájdalomnak, mint a harci mámornak, s ekkor, az önkényuralom éveiben bontakozott ki patrióta költészete a maga erejében és hatásában. Ekkor írta hazafias allegóriáit, amelyekben a maga képekben gondolkozó, szimbolizáló, szemléletes módja szerint szólt a nemzethez, kifejezve gyászát, erőt, bizalmat, reményt csepegtetve lelkébe. Ezen burkolt jelentésű költemények, leginkább kéziratban, országszerte elterjedtek (A gólyához, A madár, fiaihoz stb.), s amíg a hatalom emberei kevésbé köthettek beléjük, az igaz magyar szív megérezte mondanivalójukat. Rövid hallgatás után nyilvánosan is fellépett a Hölgyfutárban és a Szilágyi Sándor által szerkesztett Pesti Röpívekben, Forradalmi Emlékekben stb., de nemsokára fájt neki a hang, kerülni kezdte a lírát, s inkább menekült a valóságtól távolabb, a regék világába. A népregék sikere is indította erre, s egy újabb ösvényre lépett, a szimbolikus költészetnek ama terére, amely az általános emberi érzéseket és lelki állapotokat a növényvilág egyes példányaival jelképező virágregéket írt. Ebbe az irányra német példák vonzották, s e költeményeiben felbukkan a túlzott szentimentalizmus is, de az még inkább kedélyében leli magyarázatát, mint a német hatásban. Írt emellett regéket is, a régi népregék folytatásaképpen.

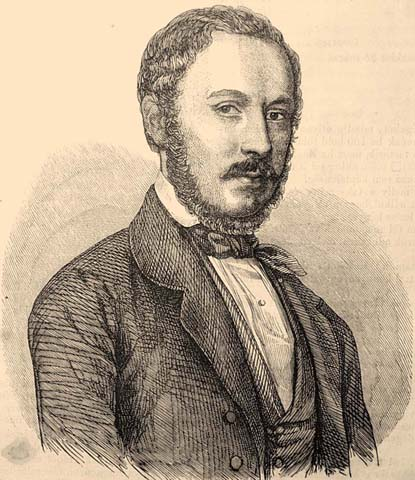
Tompa Mihály arcképe a Vasárnapi Ujságban (1856. április 20.)

1850. március 10-én született meg első kisfia, Kálmán, akit ő maga keresztelt meg, majd 1853. január 13-án második fia, Géza. 1852-ben Kelemérről Hanvára hívták meg, s családjára való tekintettel elfoglalta ezt az állást. Itt maradt aztán haláláig, hiába kínálták meg a legnépesebb és leggazdagabb alföldi református egyházközségek lelkészi állásával. Szülővármegyéje megszokott vidékén élte le életét, nem fényes sorsban, de függetlenül és a természetnek ama változatosabb képei közt, melyekhez annyira vonzódott.
A családi örömet gyász váltotta, egy-egy gyermekének halála, s maga is sokat szenvedett betegsége miatt. Névtelenül feladták A gólyához című és egyéb hazafias versei miatt; házkutatást tartottak nála, irományait lefoglalták (egy részüket sohasem kapta vissza), magát Tompát pedig 1852. július 6-án letartóztatták és a kassai haditörvényszék elé idézték, ahol hat hétig zaklatták és végül anélkül, hogy ügyét elintézték volna, hazabocsátották. A következő év februárjában ismét beidézték, és ezúttal nyolc hétig tartották ott, míg 1853. április 3-án végleg fölmentették.
Mivel neje is beteges volt, a családja miatt ekkortájt kiállott rettegés nyoma örökre megmaradt lelkében. Még megrendítőbb hatással volt rá második, már öt évet megért fiának halála; lelkének ez a sebe sohasem gyógyult be. De érzésvilága mindezzel mélyült és költészete egyre tartalmasabbá, nemesebbé, szívhez szólóbbá vált, a képzelet és érzés szövetsége, a hazafias és az egyéni érzés egysége, a gondolat és forma összehatása ekkor vált nála a legteljesebbé. Dalai, ódái, allegóriái az ember érzésvilágának a melankólia alaphangulatán belül gazdag változatát nyújtották; a fájdalom, a lemondás, a remény, a hazafias és a családi érzések, a természetérzés, az elmúlás tragikuma mélyen mutatkoztak meg műveiben.
Arany János 1855 augusztusában felkereste Tompát és hat hetet töltött el családjával Hanván. A két költő – mint Arany László írja – ez idő alatt folyvást együtt volt, s kölcsönösen felvidították egymást; sok kellemes órát töltöttek, bohóskodtak, adomáztak, faragták a leoninus-verseket. Együttlétük örömét ugyan megzavarta némileg a Felvidéken dühöngő kolera, bár szerencsére Hanvát elkerülte; azonban emiatt Murány várát már nem nézhették meg. Több kisebb-nagyobb kirándulást tettek a Sajóvölgy vidékén, meglátogatták Lévay Józsefet Diósgyőrött, Szemere Miklóst Lasztócon, az Aggteleki cseppkőbarlangot, amikor is Arany János Tompa viseltes ruháiban jóleső derültséget keltett a két költő családja és más látogatók előtt; megfordultak Sárospatakon, ahol a tanulóifjúság szerenáddal tisztelte meg őket; ellátogattak az ózdi vasgyárba, a széki pusztára özvegy Recsky Benedeknéhez, a szalánci várromokhoz, Széphalomra, Borsiba, Bánfalvára Kazinczy Gáborhoz és Sajókazára, Vadnay Rudolfhoz. A személyes ismeretség és a sok kedves emlék csak erősítette és mélyítette a két költő és családjuk barátságát, egymás iránti szeretetét, amely a sírig tartott.
Kazinczy Ferenc emlékezetére írt költeménye, amellyel a Magyar Tudományos Akadémia pályadíját elnyerte 1859-ben, az 1850-es évek végének hangulatát épp olyan megkapóan kifejezi, mint régebbi költeményei az elnyomatás panaszát. Az MTA 1858. december 15-én levelező tagjává választotta.

### Utolsó évei
1864 vége felé úgy érezte, hogy testi ereje is megrendült. Eleinte régóta kínzó aranyeres bántalmainak tulajdonította levertségét, mellkasi fájdalmát, szívdobogását, amelyet fojtó, nehézlégzés súlyosított. Lábai dagadni kezdtek, s erős szaggatás kínozta. A következő tavasszal többször kirándult Putnokra Hőke orvoshoz, aki tőle telhetőleg igyekezett a szenvedő sorsán javítani, úgyhogy a nyáron valamennyire könnyebben érezte magát. Közben dr. Kovács Sebestyén Endre orvossal, egykori tanulótársával is közölték baját; az év szeptemberében pedig Pesten járván Tompa, más orvosokkal is tanácskozott. Arany Jánosnál szállt meg, akivel utoljára ekkor töltött el néhány napot. Később keveset dolgozhatott és az egyházi szolgálatáról is le kellett mondania.
Többé nem látta a fővárost. Hiába az orvosok tanácsa, segítsége, gyógyszer, fürdő: a költő ereje folyvást hanyatlott, kedélye mindig jobban elkeseredett, lelki egyensúlya mind kevesebbszer tért vissza. "„Ez, barátom – írja Szemere Miklósnak 1866. február 28-án – dantei tollra való sors és állapot. Elmélkedni, olvasni, írni nem vagyok képes, még kártyázni se; nincs nekem semmi a földön, csak az iszonyú gyilkoló idő, melyben mire és hová lenni nem tudok.” Anyagi helyzetén Arany segített, aki az Írói Segélyegyletben kétszáz forint kamat nélküli kölcsönt eszközölt ki számára. Tompa tizenhárom hónap alatt húsz orvossal vizsgáltatta meg magát, végül 1866-ban Bécsbe ment Josef Škoda orvostanárhoz, aki megállapította nála a szívtágulatot. Kétségbeesetten tért haza, s ettől fogva élete valóságos haldoklás volt. Az utolsó télen írt leveleiben sorra elbúcsúzott barátaitól. Az akadémia 1868 márciusában egyhangúlag az ő költeményeit koszorúzta meg nagy jutalmával. Ez volt utolsó öröme, 1868. július 29-én elvesztette eszméletét, majd másnap délután négy órakor hunyt el, Hanván. Temetése augusztus 2-án volt. Szentpéteri Sámuel, a költő jó barátja mondott imát és gyászbeszédet, s a Gömör vármegyei református tanítóegyesület énekkara zengte Soós Miklósnak ez alkalomra írott énekét, a sírnál pedig Csízi János, Tompa utolsó káplánja tolmácsolta a közfájdalmat.

### Jellemzése
Általában Tompa született szónoki tehetség volt. Nagyobb alkalmakkor az ünnepély méltósága oly kifejezést nyert szavaiban, amely sohasem tévesztette hatását, megragadta a hallgatóságot, és sokáig fogva tartotta. Ő magát így jellemzi Arany Jánoshoz 1854. december végén írt levelében: „Én itt híres, divatos pap vagyok, tán derék is; de ezzel még igen kevés van mondva; csak azt jelenti, hogy a többi tán olyan sincs. Hangom monoton, imádkozni egyáltalában nem tudok, nincs abban semmi kenet, semmi buzgóság; tudj' az Isten! szégyenlek olyan Istent lábánál lehúzó tempókat és hosszú farizeus képet csinálni imádság közben, mint soktól látom. Azt azonban meg kell adni, hogy könnyen papolok, mindig könyv nélkül, mi egyszersmind azt is teszi, hogy a predikáczió soh' sincs velem a templomban. Improvisálni a csalásig tudok; nyelvem jó, pereg mint az orsó, de akkor nagyon sietek; és igazán néha olyan jól beszélek, hogy szinte sajnálom, hogy az egész beszéd elvész.”

## Költészete és hatása
Tompa nevezetesebb költőink egyike, akit a közvélemény, magukkal az illető körökkel, Petőfi Sándor és Arany János méltó társának tekintett. Tény, hogy a magyar nemzeti költészetnek népies alapból kifejtésében velük együtt és párhuzamosan működött és erőre nézve legjobban megközelítette őket ezen irány többi követői közt, anélkül, hogy akár Petőfi tüzével és eredetiségével, akár Aranynak alkotó hatalmával és művészetével össze kellene mérni a tehetségét. Előbb lépett fel náluk, lassabban fejlődött, de mindvégig emelkedett pályája. Elsősorban lírai költő volt, még elbeszéléseiben is örömest enged az alanyiságnak, a dráma és széppróza irányában nem tett jelentős kísérletet. Így szűkebb körben maradt, de ebben a műformának és hangnak nagy változatosságával dolgozott.

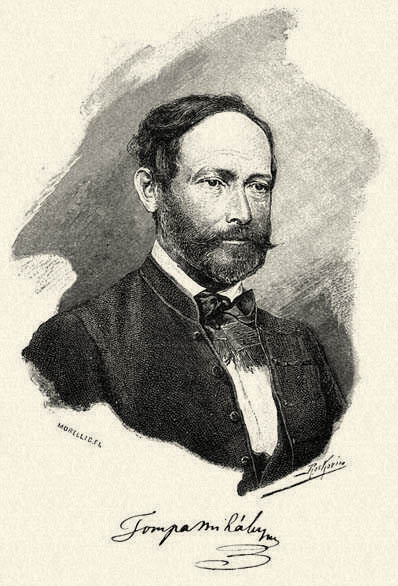
Tompa Mihály, Morelli Gusztáv fametszete, 1890 körül

A népies elem nála mint anyag is, mint forma is nagy szerepet játszik, de nem olyan határozott irány az nála mint Petőfinél vagy Aranynál és korántsem próbálja a költői stílus nemzeti elemeit olyan tudatosan felhasználni, mint Arany. Mindazonáltal egész érzésvilágában és eszmekörében sokkal valószerűbb és magyarosabb, mint Vörösmarty Mihály kortársai, akiknek iskolájából hamar kiemelkedett. Igaz és mély érzéssel és erős képzelettel rendelkezett, melyhez egyre erősödő formaérzés járult. Legkedvesebb motívumai az általános emberi érzések, a természet, a vallás, a család, a barátság, a haza, a sors, a múlt hatása az emberi kedélyre; mindezekben az uralkodó hang, amelyre sokszor vidám humorából is mindig visszatér, a mélabú. Képzelete tele van a természet eleven szemléletével, legszívesebben az elmúlás képei körül időzik és az emberi dolgoknál a néphagyományok körül, amelyek szintén a múltról beszélnek. Vallásos érzése, amely sokszor bibliai hangon szól hozzánk, természetszeretete és hazafias érzései tették a legerősebb hatást a közönségre s az ezeken végigrezgő mély, elégikus hang. A növényi, állati élet és a hegyi táj költészetét egy magyar költő sem magyarázta nála érzékletesebben. Híresek voltak reflexiói és leírásai, többek közt síri képei. Az általános emberi érzések sajátos kifejezésével és a magyar népszellem rajzával alapította meg kedveltségét, de legnagyobb költői hivatását az 1850-es években teljesítette, amikor az elnyomott nemzet hangulatát lírikusaink közt ő fejezte ki leghívebben.
Sokáig Petőfi és Arany egyenrangú társaként élt a nemzet irodalmi tudatában. Először Petőfi hirdette, hogy ők hárman együtt képviselik a népi költészetet. Idővel eldőlt, hogy Tompa csak a szegényebb harmadik a két nagy költőbarát mellett. Néhány szép verse mégis jelentőssé vált az utókor számára: megmutatja a költő küzdelmét a nemzetért, szabadságért és az igazmondás jogáért. Némelyik tájversében, elégiájában méltó társa egészében véve nagyobb horderejű pályatársainak.
Életének két legsikeresebb műve A madár, fiaihoz és A gólyához című költemények.
Életében jelentek meg a felsoroltakon kívül a következő munkái: Regék, beszélyek (Miskolc, 1852); Virágregék (Pest, 1854, 1856 és 1868-ban is); Verseinek második kötete (uo., 1854). Majd Összegyűjtött Versei (6 kötet, uo., 1858–63); Legújabb költeményei (uo., 1867). Három gyászbeszéden kívül megjelentek tőle: Egyházi beszédek (3 füzet, Miskolc, 1859–67) és egy vallásos könyv: Olajág (elmélkedések, fohászok, imák, hölgyek számára olvasó- és imakönyvül, Pest, 1867), a protestáns nők kedvelt imádságos könyve. Halála után két évvel jelentek meg: Tompa Mihály összegyűjtött költeményei, kiadták barátai, Arany János, Gyulai Pál, Lévay József és Szász Károly (6 kötet, uo., 1870). Újabb teljes kiadásuk 1884-ben jelent meg négy nagy kötetben Lévay József gondozásában.
Álneve: Rém Elek.

## Emlékezete

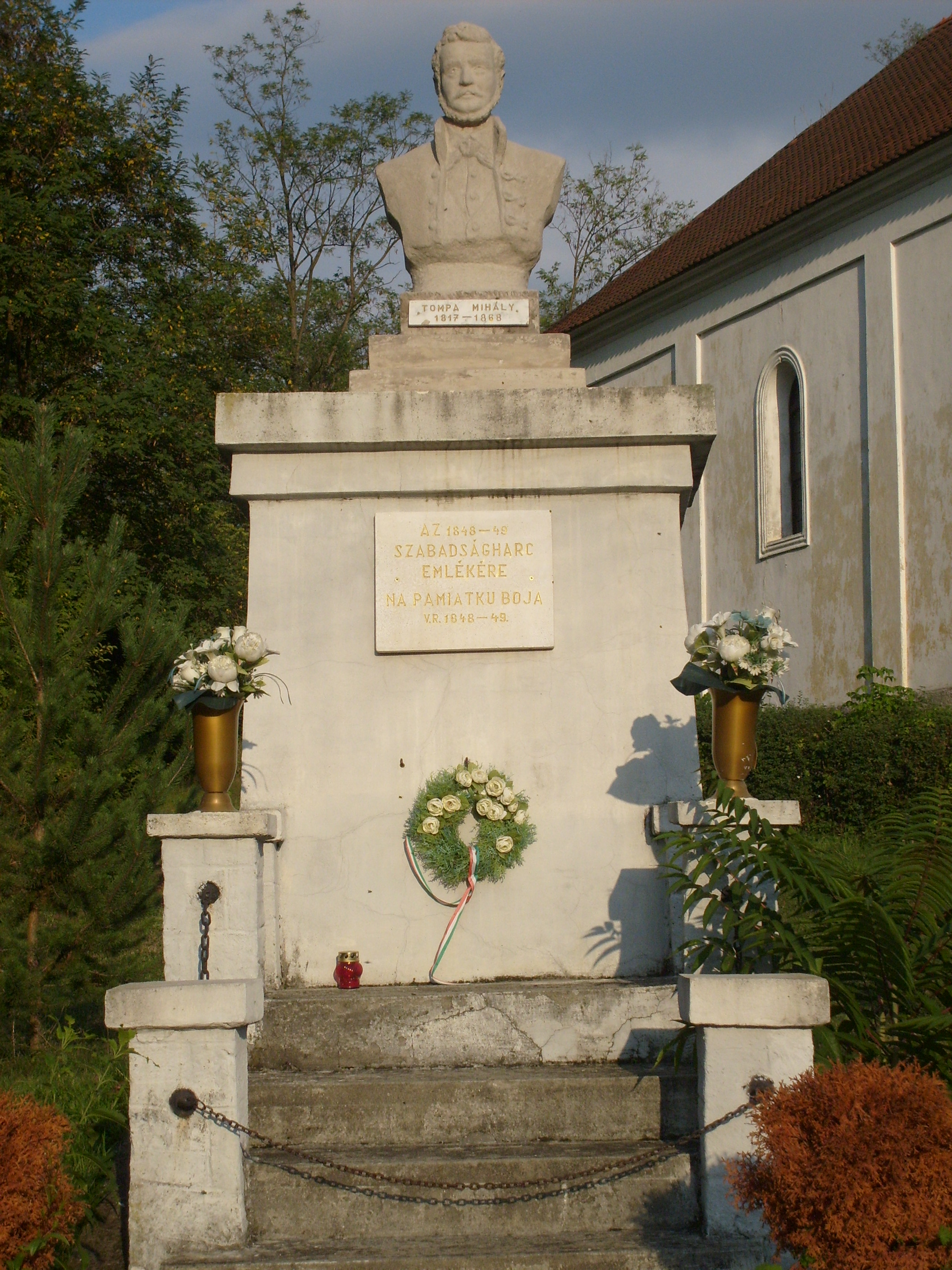
Mellszobra a csízi 48-as emlékművön

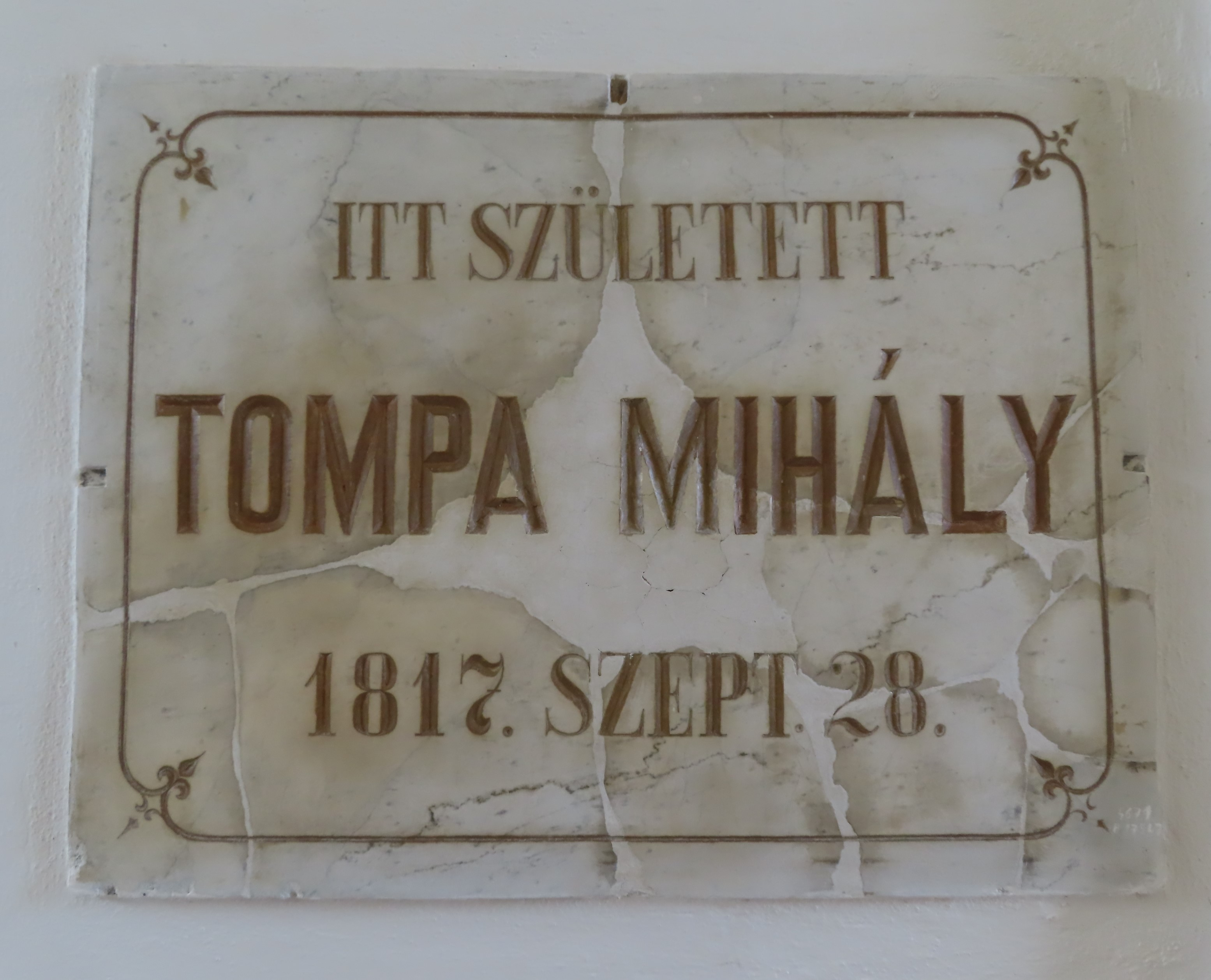
Emléktáblája Rimaszombatban

Szobrot emeltek neki Rimaszombatban és Sárospatakon, Hanván pedig monumentális obeliszket állítottak sírjára.
Szülőházát Rimaszombatban 1893-ban emléktáblával jelölték meg; álló szobrát, melyet Holló Barnabás készített, Rimaszombat városában 1902. június 4-én leplezték le. Kisebb emléket (két méter magas piramisalakú kőrakást) Feketehegyen is állított 1868-ban a fürdöző közönség, Tompa 1866-os ott időzése emlékére.
Az ő nevét viseli a rimaszombati Tompa Mihály Alapiskola és a Tompa Mihály Vers- és Prózamondó Verseny.
Acélmetszetű arcképét 1857-ből, rajzolta Barabás Miklós, metszette J. Axmann és J. Benedict, névaláírással; kőnyomatát rajzolta Barabás 1855-ben, nyomtatta Reiffenstein és Rösch Bécsben. Sárospatakon, a Rákóczi út 4. sz. alatti házon, ahol diákkorában lakott, ma emléktábla található.
Keleméren 1963-ban nyílt meg a Tompa Mihály Emlékház.

## Munkái

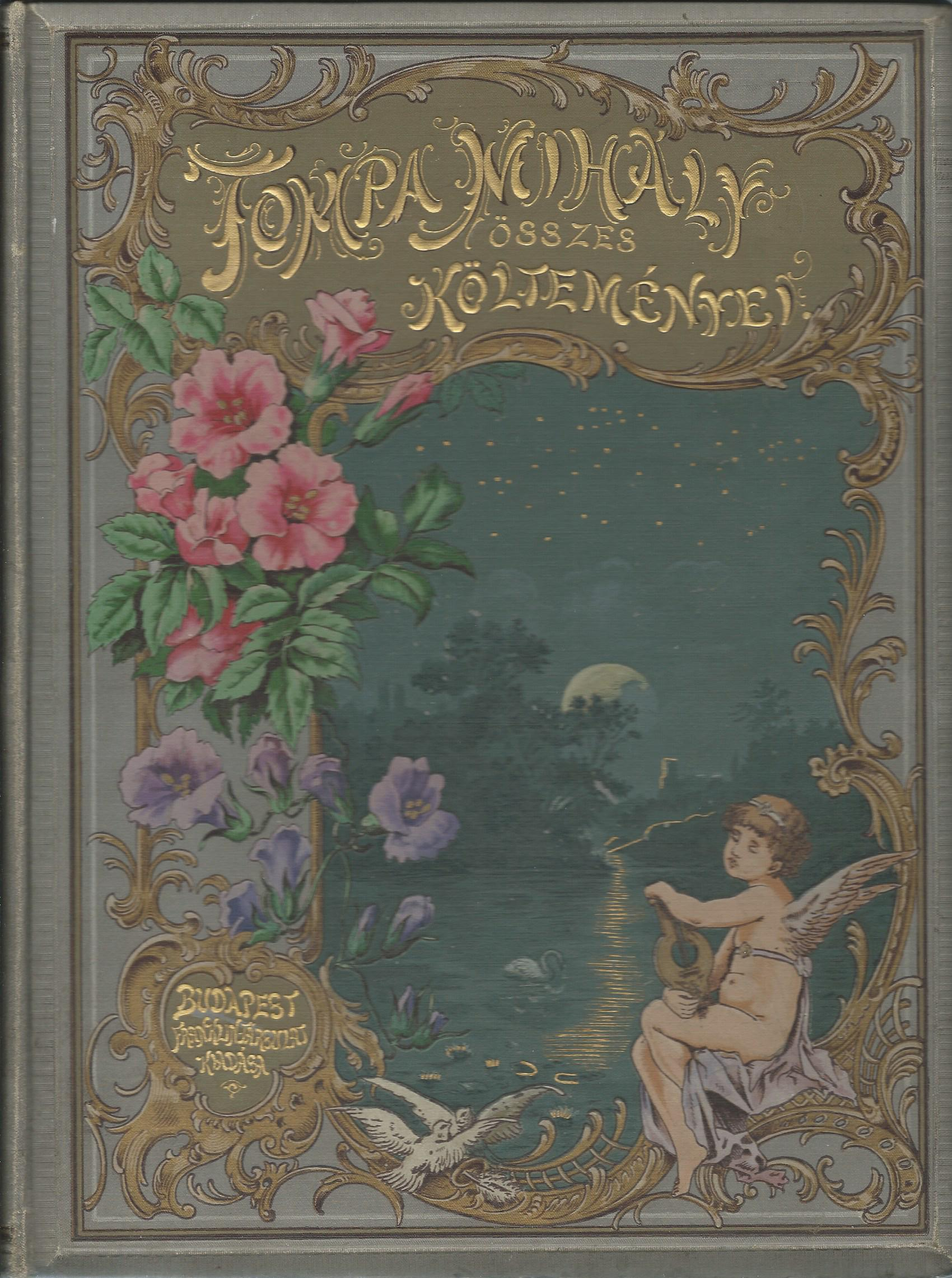
Tompa Mihály összes költeményeinek 19. század végi Méhner Vilmos-féle díszkiadása

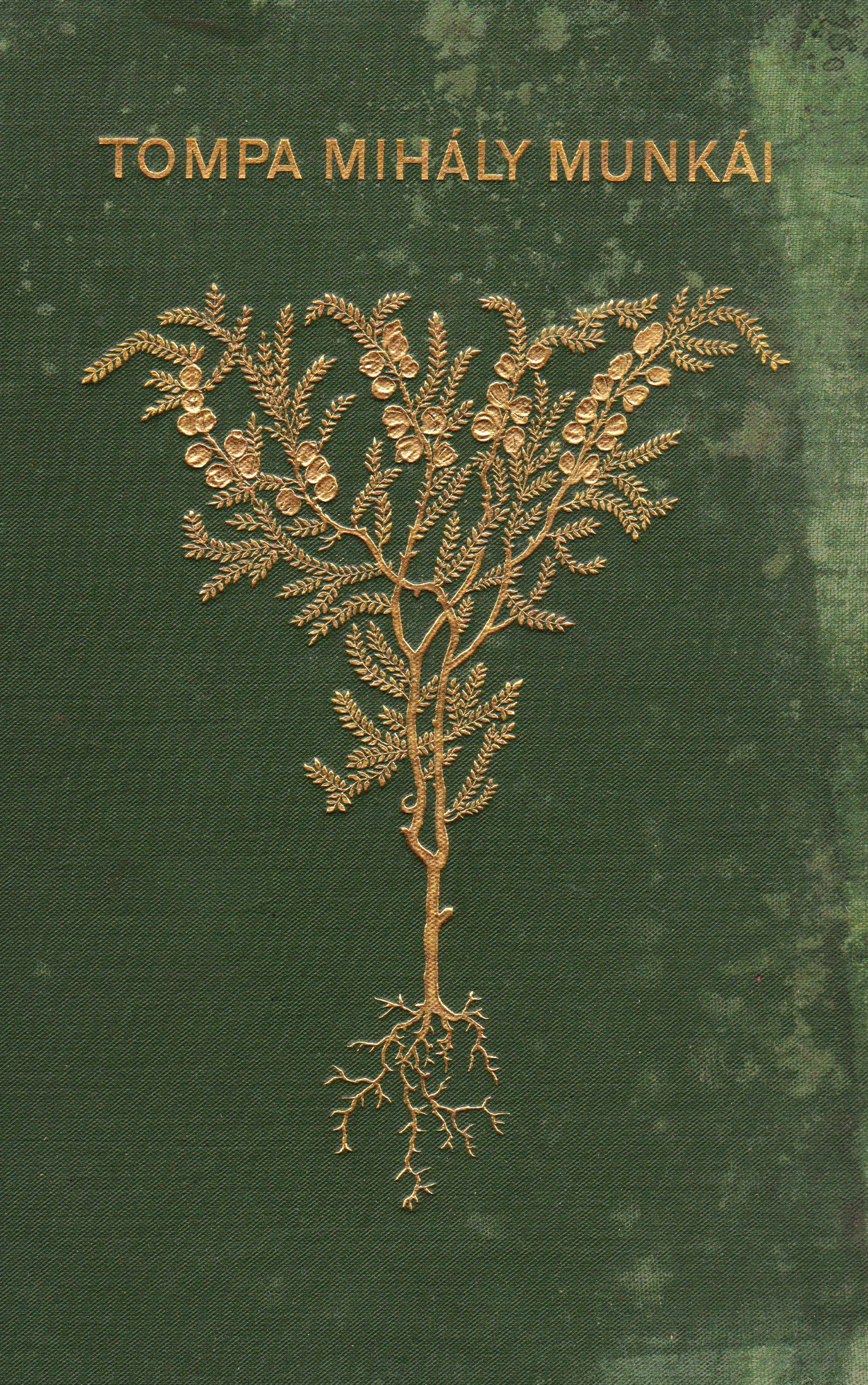
Tompa Mihály költeményeinek 1885-ös kiadása

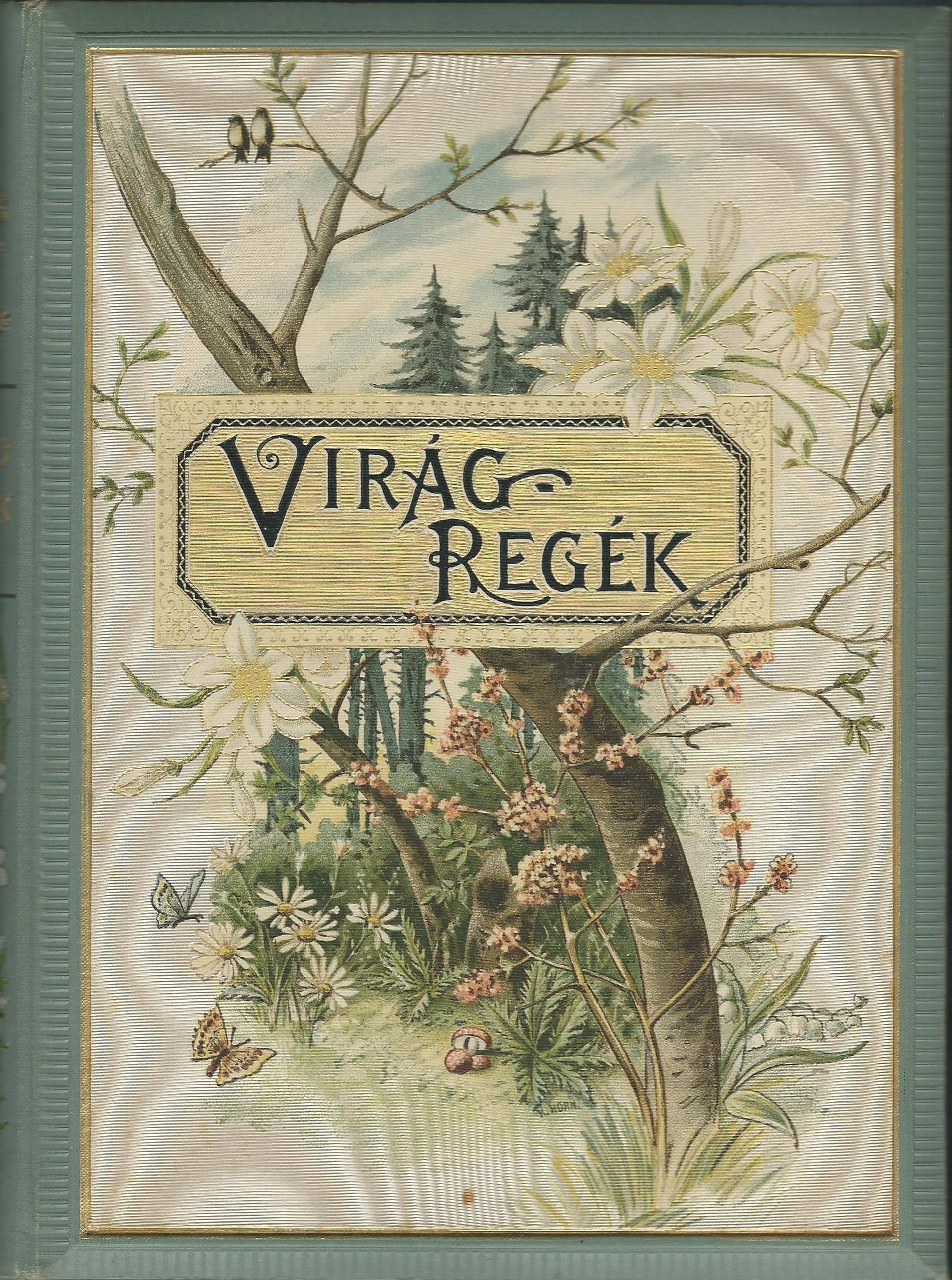
Virágregék c. kötetétnek 1894-es Franklin Társulat általi kiadása

- Népregék és népmondák. Pest, 1846
- Szuhay Mátyás. uo., 1847 (Költői pályaművek)
- Tompa Mihály versei. I. kötet. uo., 1847. II. kötet. Kiadta Freibeisz István. uo., 1854 (két kiadásban)
- Virágregék. Kiadta Freibeisz István. uo, 1854 (2. bőv. kiadás 1856, 3. kiadás 1863, 4. k. 1868. uo., 5. k. színnyomatú címképpel. Bpest, 1877, 6. k. uo., 1883, 7. k. 1888, 8. 28. akvarell-virágképpel Demeczkyné-Volf Irmától. uo., 1900. Ezzel a 25 ezredik példány került forgalomba)
- Két halotti beszéd: 1. A halál mint az élet birálata. 2. A nő helye s hivatásának szépsége és fontossága (Szathmáry Király Pál és Draskóczy Sámuelné felett). Miskolc, 1855
- Hűség. Halotti beszéd b. e. özvegy Molnár Károlyné született Dobfeneki Syposs Lidia asszony gyászünnepélyén. Sajó-Kazán, júl. 9. 1855, uo., 1855
- Mit örököl a haza nagy fiai után? Halotti beszéd boldog emlékezetű Széki gróf Teleki József felett. uo., 1855 (két kiadás)
- Tompa Mihály versei. Pest, 1858. Öt kötet. Acélmeteszerű arcképpel (I. és II. kötet külön kiadása: Dalok és románczok c., uo., 1860)
- Egyházi beszédek. Kecskemét, 1859, 1864, két füzet
- Regék és népregék. Pest, 1866
- Ujabb költemények. uo., 1866, két kötet
- Tompa Mihály legujabb költeményei. uo., 1867 Online
- Olajág. Elmélkedések, fohászok és imák. Hölgyek számára olvasó- és imakönyvvül. uo., 1867 (2. kiadás és zsebkiadás. uo., 1869, 3. k. Bpest, 1883, 5. k. 1989, uo.)
- Halotti emlékbeszédek, néhány utófohászszal. Miskolc, 1867
- Egyházi beszédek. uo., 1864, két füzet (l. 2. kiadás. uo., 1870)
- Tompa Mihály összegyűjtött költeményei, életrajzzal, arczképpel és jegyzetekkei. Kiadják Arany János, Gyulai Pál, Lévay József és Szász Károly. Pest, 1870. Hat kötet (Külön: Lyrai költeményei 3 kötet; Elbeszélő költeményei 3 kötet. uo., 1872 és Bpest, 1886. Négy kötetben és 1890; egy kötetben 1894, illusztrált díszkiadás 1894, uo.)
- Versek vegyes tartalommal (1863). Legújabb költemények (1867). Új kiadás. Uo. év n. (A magyar nemzet Családi Könyvtára CXVIII.)
- Ünnepi egyházi beszédek. Alkalmi és közönséges egyházi beszédek. Sajtó alá rendezte S. Szabó József. Miskolc, 1898. és Bpest, 1901. (Tompa M. reliquiái I. és II. kötet. Ism. Prot. Szemle, 1899)
- Népregéi 1844-1860. Bpest (Olcsó Könyvtár Új sorozat 1133-1135.)
- Regéi. 1845-1860. Bpest (Olcsó K. Új sorozat 1139-1141.)
- Tompa Mihály munkái. Sajtó alá rendezte és bevezetéssel ellátta Lévay József. Uo. 1902–1905 Fénynyomatú arczképpel. Négy kötet. (M. Remekírók 37-40.)
- Tompa Mihály válogatott költeményei. Az ifjúság számára összeválogatta dr. Lengyel Miklós. T. M. életrajzával. uo., 1904. Fametszetű arck. (Kis Könyvtár 65., 66.)
- Tompa Mihály összes versei. Dalok, ódák, balladák, beszélyek, regék, népregék, virágregék; bev. Vajthó László; Aczél, Budapest, 1942
- Válogatott versek és levelek; összeáll., jegyz. Bisztray Gyula; Magvető, Budapest, 1955 (Magyar könyvtár)
- Tompa Mihály levelezése; sajtó alá rend., jegyz. Bisztray Gyula; Akadémiai, Budapest, 1964 (A magyar irodalomtörténetírás forrásai)
- Szőlőhegyen; vál., bev. Bisztray Gyula; Szépirodalmi, Budapest, 1967
- Népregék, 1844-1860; vál. Csorba Csaba; Borsod-Abaúj-Zemplén Megyei Levéltár, Miskolc 1987
- Dalfüzér, 1844 Tompa Mihály kéziratos, kottás népdalgyűjteménye; hasonmás kiad.; tan., Pogány Péter, Tari Lujza; Herman Ottó Múzeum, Miskolc 1988
- Pünköst reggelén; vál., szerk. Szénási Sándor; Kálvin, Budapest, 1992
- Tompa Mihály összes költeményei, 1-2.; előszó Alexa Károly; Nemzeti Tankönyvkiadó, Budapest, 1994 (Felfedezett klasszikusok)
- A madár, fiaihoz. Válogatott versek és levelek; Corvin, Déva 2002 (Corvin klasszikusok)

Ezeken kívül verseiből, népregéiből több részletes és apróbb kiadás jelent meg a Magyar Mesemondó és Historiák című gyűjteményekben.
Kiadatlan és hátrahagyott költeményeit közölték: Igazmondó 1871. 9. Ung 1876. 6., Pesti Hirlap 1879. 214., 1880. 158., Egyetértés 1880. 157., Figyelő IX. 1880., XXVI. 1889., Fővárosi Lapok 1893. 267., 1894. 46., Rábaközi Ujság 1897. 5., Irodalomtörténeti Közlemények 1893., 1897., Keszthelyi Hirlap 1898. 1., Rozsnyói Hiradó 1898. 4., Vasárnapi Ujság 1899. 12., Budapesti Napló 1899. 101. sz. Leveleit: Életképek 1848. II., Ország-Tükre Naptára 1863., Protestáns Egyházi és Iskolai Lap 1878. 34., 35. sz.; Dömötör János munkái. Bpest, 1878. 204. l., Figyelő X. 1881., Kolozsvár 1889. 269., Rozsnyói Hiradó 1872. 35., 1876., 28., 29., 1890. 36., Zemplén 1890. 31., Sárosmegyei Közlöny 1891. 3. és 4. köv. sz., Szabadság (Miskolcz) 1895. 15. sat. sz., Mezőtúr és Vidéke 1896. 27. és köv. sz., Vasárnapi Ujság 1899. 12. sz., 1902. 24. sz. Budapesti Hirlap 1907. 9. sz. Kéziratban vannak levelei a Magyar Tudományos Akadémia levéltárában és a Magyar Nemzeti Múzeum kézirattárában.
Kéziratcsomagot lepecsételve hagyott hátra a premontrei rend jászói konventjében (L. Figyelő 1872. és Századok 1872. 495. l.).

## Származása
| nemes Tompa Mihály, (Rimaszombat, 1817. szept. 28. – Hanva, 1868. júl. 30.) költő, református lelkész, a Magyar Tudományos Akadémia levelező tagja | Apja: nemes Tompa Mihály (Igrici, 1794. szept. 27. – Miskolc, 1859. júl. 1.) céhen kívüli (kontár) csizmadia | Apai nagyapja: nemes Tompa György (Igrici, 1769. szept. 3. – Igrici, 1840. jan. 17.) kisbirtokos nemes | Apai nagyapai dédapja: nemes Tompa István (Tiszatarján, 1733 k. – Igrici, 1791. márc. 8.) kisbirtokos nemes                   |
| nemes Tompa Mihály, (Rimaszombat, 1817. szept. 28. – Hanva, 1868. júl. 30.) költő, református lelkész, a Magyar Tudományos Akadémia levelező tagja | Apja: nemes Tompa Mihály (Igrici, 1794. szept. 27. – Miskolc, 1859. júl. 1.) céhen kívüli (kontár) csizmadia | Apai nagyapja: nemes Tompa György (Igrici, 1769. szept. 3. – Igrici, 1840. jan. 17.) kisbirtokos nemes | Apai nagyapai dédanyja: Fazekas Borbála (Mezőcsát, 1743 k. – Igrici, 1789. jan. 22.) Fazekas János, tehetős csáti lakos lánya |
| nemes Tompa Mihály, (Rimaszombat, 1817. szept. 28. – Hanva, 1868. júl. 30.) költő, református lelkész, a Magyar Tudományos Akadémia levelező tagja | Apja: nemes Tompa Mihály (Igrici, 1794. szept. 27. – Miskolc, 1859. júl. 1.) céhen kívüli (kontár) csizmadia | Apai nagyanyja: Tóth Katalin (Igrici, 1770. jún. 30. – Igrici, 1844. okt. 29.)                         | Apai nagyanyai dédapja: Tóth István (? – ?) igrici lakos                                                                      |
| nemes Tompa Mihály, (Rimaszombat, 1817. szept. 28. – Hanva, 1868. júl. 30.) költő, református lelkész, a Magyar Tudományos Akadémia levelező tagja | Apja: nemes Tompa Mihály (Igrici, 1794. szept. 27. – Miskolc, 1859. júl. 1.) céhen kívüli (kontár) csizmadia | Apai nagyanyja: Tóth Katalin (Igrici, 1770. jún. 30. – Igrici, 1844. okt. 29.)                         | ? |
| nemes Tompa Mihály, (Rimaszombat, 1817. szept. 28. – Hanva, 1868. júl. 30.) költő, református lelkész, a Magyar Tudományos Akadémia levelező tagja | Anyja: Bárdos Zsuzsanna (Rimaszombat, 1788. dec. 1. – ?, 1822 k.)                                            | Anyai nagyapja: Bárdos János (1760 k. – Rimaszombat, 1835. ápr. 11.) csizmadia mester                  | ? |
| nemes Tompa Mihály, (Rimaszombat, 1817. szept. 28. – Hanva, 1868. júl. 30.) költő, református lelkész, a Magyar Tudományos Akadémia levelező tagja | Anyja: Bárdos Zsuzsanna (Rimaszombat, 1788. dec. 1. – ?, 1822 k.)                                            | Anyai nagyapja: Bárdos János (1760 k. – Rimaszombat, 1835. ápr. 11.) csizmadia mester                  | ? |
| nemes Tompa Mihály, (Rimaszombat, 1817. szept. 28. – Hanva, 1868. júl. 30.) költő, református lelkész, a Magyar Tudományos Akadémia levelező tagja | Anyja: Bárdos Zsuzsanna (Rimaszombat, 1788. dec. 1. – ?, 1822 k.)                                            | Anyai nagyanyja: Jakab Erzsébet (1768 k. – Rimaszombat, 1843. szept. 21.)                              | ? |
| nemes Tompa Mihály, (Rimaszombat, 1817. szept. 28. – Hanva, 1868. júl. 30.) költő, református lelkész, a Magyar Tudományos Akadémia levelező tagja | Anyja: Bárdos Zsuzsanna (Rimaszombat, 1788. dec. 1. – ?, 1822 k.)                                            | Anyai nagyanyja: Jakab Erzsébet (1768 k. – Rimaszombat, 1843. szept. 21.)                              | ? |